# Чезате
Чезате (итал. Cesate) — город на север Италии. Расположен в провинции Милан области Ломбардия.
Население составляет 14 318 человека (на 2017 г.), плотность населения составляет 2482 чел./км². Занимает площадь 5,77 км². Почтовый индекс — 20020. Телефонный код — 02.
Покровителем коммуны почитается святой мученик Александр Бергамский, празднование 26 августа.